# Esad Krčić
Esad Krčić (* April 1966 in Zemun) ist ein ehemaliger jugoslawischer Kinderschauspieler.
Er besuchte die Volks- und Realschule in Belgrad. In der Fernsehserie Die Rote Zora und ihre Bande spielte er die Rolle des Pavle. Nach der Schulzeit absolvierte er ein Schauspielstudium, welches er aber nach einiger Zeit abbrach, um dann als Journalist zu arbeiten. Im Jahre 1997 zog er nach Montenegro um und arbeitet bis heute dort als freier Journalist bei Radio Free Europe. Er ist verheiratet und hat eine Tochter.